# Aco Lebarič
Aleksander Lebarič (bolj znan kot Aco Lebarič), slovenski slikar paraplegik, * 3. julij 1943, † julij 2012.
Lebarič, brat Vlado (1945—1995) je bil operni pevec, se je s sliknjem pričel ukvarjati že v mladosti in je bil med vsemi  slovenskimi slikarji paraplegiki edini akademski slikar. Akademsko izobrazbo je pridobil na zagrebški in ljubljanski likovni akademiji. Po končanem študiju je bil 12 let zaposlen kot restavrator na »Zavodu za spomeniško varstvo«.
Ustvarjal je v vseh vrstah likovnih tehnik. V zadnjih desetletjih je razstavljal na mnogih samostojnih in skupinskih razstavah tako doma kot tujini. Bil je odličen slikar portretist. Za svoja dela je prejel številna priznanja in nagrade.
Ustanovil je več likovnih kolonij v Sloveniji, med drugim tudi v Planini pri Rakeku in Semiču. Preko teh kolonij je povezal mnoge znane slovenske likovnike in umetnike paraplegike, ki so na teh kolonijah izpopolnjevali svoje znanje.